# Barter
Barter – wymiana towaru lub usługi na inny towar lub usługę.
W barterze osoby, które dokonują wymian, oddają dobra, których mają w nadmiarze, w zamian za te, które chcą sami skonsumować lub wykorzystać w produkcji.
Barter wykorzystywany jest w wymianie handlowej w celu obejścia restrykcji walutowych lub z państwami cierpiącymi na brak zasobów walut wymienialnych. Strony uzgadniają wartość towarów lub usług i dążą do tego, żeby bilans był zerowy.

## Barter wielostronny
Barter wielostronny umożliwia wymianę dóbr i usług w ramach społeczności barterowej, niekoniecznie w ramach jednej transakcji. W odróżnieniu od pierwotnej formy, gdzie dokonywana była wymiana dóbr uznanych przez obie strony transakcji za równowartościowe, barter wielostronny polega na rejestrowaniu kolejnych transakcji kupna/sprzedaży barterowej pomiędzy uczestnikami. Każdy uczestnik społeczności barterowej powinien dbać o to, aby dokonywać transakcji zarówno kupna, jak i sprzedaży w sposób zrównoważony i dążyć do tego, aby przy możliwie dużych obrotach zachowywać saldo swoich transakcji w ramach przyznanego mu limitu barterowego. Jest to współczesna forma zaspokajania potrzeb bez użycia gotówki. Rozliczenia barterowe w żaden sposób nie naruszają przepisów prawa podatkowego. Każda transakcja barterowa powinna być rejestrowana w systemie ksiąg rachunkowych tak samo, jak transakcje gotówkowe i powodować identyczne skutki podatkowe. Jedynie rozliczenia pomiędzy kontrahentami odbywają się bez użycia gotówki, co ułatwia wzrost skali działalności bez angażowania środków finansowych – gotówki czy kredytu bankowego.

## Umowa barterowa
Umowa barterowa (umowa barteru) to umowa należąca do katalogu umów nienazwanych. Nie wymaga ona zachowania żadnej określonej formy, jednak dla celów dowodowych powinna być zawarta na piśmie. Nie została uregulowana w Kodeksie cywilnym, jednak zawiera podobieństwa do umowy zamiany, z tym, że zamiana polega na zobowiązaniu się stron umowy do przeniesienia między sobą własności rzeczy, a przedmiotem barteru mogą być również usługi. Pomimo tego, że w jej ramach nie zachodzą transakcje gotówkowe, to nie ma ona charakteru nieodpłatnego, a do świadczeń każdej ze stron należy doliczyć podatek VAT.